# Ritzaus Bureau
 Der er for få eller ingen kildehenvisninger i denne artikel, hvilket er et problem. Du kan hjælpe ved at angive troværdige kilder til de påstande, som fremføres i artiklen.

Ritzaus Bureau A/S (ofte blot Ritzau, egen skrivemåde: /ritzau/) er Danmarks eneste nyhedsbureau. Ritzaus nyhedsprodukter sælges i abonnement, hvor bureauet leverer nyheder til aviser, radio- og tv-stationer og websites.
Ritzaus Bureau var ejet af familien Ritzau til 1947 og derefter som interessentskab ejet af den danske presse. Danmarks Radio (DR) blev medejer fra 1. januar 2007. I 2011 blev selskabet omdannet til aktieselskab. Berlingske Media udtrådte af ejerkredsen i 2012.
Ritzau er et aktieselskab, der pr. 2024 ejes af Dagbladet Børsen, Jysk Fynske Medier, JP/Politikens Hus, DR, Information A/S, Kristeligt Dagblad, Lolland-Falsters Folketidende, Mediehusene Midtjylland, Sjællandske Medier og Det Nordjyske Mediehus. JP/Politikens Hus er den største enkeltaktionær.
Bureauet leverer årligt 130.000 nyheder til 170 danske mediekunder. Ritzau omsatte i 2023 for 141,4 millioner kroner.

## Historie
Ritzaus Bureau blev grundlagt af Erik Nicolai Ritzau i København den 1. februar 1866 under navnet Nordisk Centralbureau for Telegrammer. Nyhederne fra udlandet kom via telegrafen fra Wolffs Bureau (det nuværende Deutsche Presse-Agentur (DPA) i Berlin. Ritzau samarbejder i dag med tilsvarende nyhedsbureauer over hele verden og er medlemmer af den europæiske sammenslutning af nyhedsbureauer EANA og Minds International – en netværksorganisation med bl.a. AFP, Associated Press (AP), EFE, Deutsche Presse-Agentur (DPA) og de nordiske nyhedsbureauer TT Nyhetsbyrån, Norsk Telegrambyrå (NTB) og finske STT. Ritzaus Bureau er desuden medlem af Gruppe 39, som er et samarbejde om udvikling og benchmarking mellem otte europæiske nyhedsbureauer.
Ritzaus Bureau var ejet af familien Ritzau til 1947 og derefter som interessentskab ejet af den danske presse. Selskabsformen blev senere ændret til aktieselskab. Danmarks Radio (DR) blev medejer fra 1. januar 2007. I 2011 blev selskabet omdannet til aktieselskab. Berlingske Media udtrådte af ejerkredsen i 2012.
Ritzau-familien dominerede chefposterne på bureauet i mange år. Lauritz Ritzau (søn af Erik Nicolai Ritzau) var blandt andet enedirektør/adm. direktør i 35 år fra 1923 til 1958. Herefter overtog en af bureauets mest betydningsfulde chefer posten som adm. direktør. Gunnar Rasmus Næsselund var bureauets udenrigsredaktør og chefredaktør, men fik nu også direktørposten, som han havde til 1969, og blev den første adm. direktør, som ikke var en del af Ritzau-familien.
| Citat                                          | Som leder af Ritzau forvandlede han det gamle og noget tørre distributionsorgan for officielle meddelelser til en nyhedsbetjening for den samlede danske presse der dels gjorde stoffet journalistisk læseligt og dels drog fordel af de muligheder der lå i kommunikations-teknikkens udvikling, først med fjernskriverne, siden med datamatikken og satellitterne. | Citat |
| Dansk Biografisk Leksikon om Gunnar Næsselund. | |       |

I 1994 blev tidligere chefredaktør for Aalborg Stiftstidende Uffe Riis Sørensen adm. direktør og chefredaktør. Han sad på posten til 1. januar 2008, hvorefter den tidligere DR-programdirektør Lars Vesterløkke overtog direktørstolen.
Ritzau beskæftiger cirka 180 medarbejdere, hvoraf omkring 80 er redaktionelle. Hovedparten arbejder på bureauets hovedredaktion i Store Kongensgade i København. Bureauet har redaktioner i Aarhus, Bruxelles og på Christiansborg. Da det i 2012 viste sig svært at bemande bureauet om natten, blev en redaktion i Sydney åbnet. Sydney-redaktionen har siden åbningen stået for Ritzaus dækning af nattens begivenheder. Flere andre danske medier har åbnet redaktioner i Sydney med samme formål.
I takt med en eskalerende mediekrise begyndte Ritzaus Bureau i 2000'erne at udvikle kommunikationsrelaterede produkter til andre end deres traditionelle kundegrupper og medier. Først og fremmest pressemeddelelsestjenesten Via Ritzau.
1. april 2017 købte Ritzaus Bureau billedbureauet Polfoto fra Politiken. Billedtjenesten blev omdøbt til Ritzau Foto. I januar 2018 købte Ritzau desuden det Berlingske-ejede billedbureau Scanpix og samlede dermed Danmarks to største billedtjenester under Ritzau. Ritzaus billedbureau blev ved denne lejlighed omdøbt til Ritzau Scanpix.

## Konkurrence
Ritzaus Bureau er pr. 2024 det eneste danske nyhedsbureau. Konkurrenterne Newspaq og Dagbladenes Bureau blev overtaget af Ritzau i henholdsvis 2012 og 2023.
TV 2's forhenværende adm. direktør Per Mikael Jensen erklærede efter tiltrædelsen den 1. maj 2006, at TV 2 havde planer om at etablere sit eget nyhedsbureau. Ligeledes erklærede Nyhedsavisens David Trads i 2006, at avisen ville starte et nyhedsbureau under navnet DNY (forkortelse for Dansk Nyhedsbureau). Disse to opstarter er dog aldrig blevet realiseret, hvilket også gjaldt planerne hos DR's tidligere nyhedsdirektør Lisbeth Knudsen. Danmarks Radio (DR) skrinlagde nemlig sine planer om et nyhedsbureau i forbindelse med medejerskabet af Ritzaus Bureau den 1. januar 2007.
Derimod gjorde Berlingske Media – under Lisbeth Knudsens ledelse – i 2012 alvor af at udtræde af ejerkredsen bag Ritzau og etablerede Berlingske Nyhedsbureau (BNB), der leverede nyheder til koncernens egne udgivelser, delejede medier samt en gruppe eksterne kunder. Det blev den 16. november 2015 annonceret, at Berlingske Nyhedsbureau (BNB) og eksisterende kunder pr. 1. december 2015 afhændes tilbage til Ritzaus Bureau.

## Cavlingprisen
Jens Jørgen Espersen, journalist ved Ritzaus Bureau, modtog Cavlingprisen i januar 1988 på baggrund af en skarpsindig journalistisk fremdragelse af thorotrast-sagen. Denne sag havde til november 1987 været upåagtet af den danske offentlighed.

## 40-procents-reglen
Konkurrencerådet godkendte den 30. november 2005, at Ritzaus Bureau fra den 1. januar 2007 fik mulighed for at begrænse sine abonnenters (især gratisaviserne Urban og MetroXpress) overforbrug af utilsigtede faksimileudgaver fra bureauets nyhedstjeneste. Denne godkendelse blev vedtaget på baggrund af en opfordring fra Ritzaus øvrige abonnenter (især betalingsaviserne), der – i kraft deres egne og selvfinansierede avisredaktioner – anså det for dels uacceptabelt, dels at bryde med ideen om interessentskabet, at de pågældende gratisaviser havde foretaget en outsourcing af deres journalistiske redaktioner til Ritzaus Bureau. Konkurrencerådet fastlagde begrænsningen til maksimalt 40% af det samlede redaktionelle stof i abonnenternes udgivelse, selvom Ritzau forinden havde givet tilsagn om en maksimal anvendelsesgrad på 25%. Konkurrencerådet begrundede sin afgørelse med blandt andet, at en eventuel anvendelsesgrad på 25% ville kunne udgøre et misbrug af den dominerende position i den danske presse, som Ritzaus Bureau udgør på baggrund af sin virksomhedsform.